# Філігера
Філігера, Філіґера (італ. Filighera) — муніципалітет в Італії, у регіоні Ломбардія, провінція Павія.
Філігера розташована на відстані близько 450 км на північний захід від Рима, 33 км на південь від Мілана, 14 км на схід від Павії.
Населення — 878 осіб (2014).
Щорічний фестиваль відбувається 19 березня. Покровитель — San Giuseppe.

## Демографія
Населення за роками:

Станом на 1 січня 2023 року в муніципалітеті офіційно проживало 138 іноземців з 15 країн, серед них 104 громадяни країн Євросоюзу.

## Сусідні муніципалітети
- Альбуццано
- Бельджоїозо
- Коп'яно
- Кортеолона-е-Дженцоне
- Дженцоне
- Вістарино